# Warner Bros. Discovery Danmark
Warner Bros. Discovery Danmark, tidligere TV Danmark, SBS TV og SBS Discovery (den 26.05.2015)  er en del af medievirksomheden Discovery Communications. Discovery Networks Danmark driver 12 tv-kanaler i Danmark samt streamingtjenesten Discovery+. Discovery Networks Danmark solgte i 2015 sine radioaktiviteter, herunder The Voice og Nova FM, til Bauer Media.
I 2015 lancerede Discovery Networks Danmark net-tv-platformen DPlay, hvor det er muligt at se Discoverys egenproduktioner, fodboldkampe fra Alka Superligaen, Premier League, La Liga og Serie A. Tidligere hed DPlay NUTV. Dplay skiftede i 2021 navn til Discovery+.

## Danske kanaler
- Kanal 4
- Kanal 5
- 6'eren
- Canal 9
- Eurosport 1
- Eurosport 2
- Investigation Discovery
- Discovery Channel
- Discovery World
- Discovery Science
- TLC
- Animal Planet